# シンガポール航空の就航都市
シンガポール航空はシンガポールのシンガポール・チャンギ国際空港を拠点とし、35カ国、65都市に就航している（2013年12月現在）  。
シンガポール航空はエアバスA340-500を使用した世界最長距離路線となるシンガポール-ニューアーク直行便、シンガポール-ロサンゼルス直行便を運行していた。しかし同機による燃費性能の悪さや燃料費高騰に伴う採算性の問題から、2013年10月20日にロサンゼルス直行便を廃止、2013年11月23日にニューアーク直行便を廃止した。ロサンゼルス直行便は廃止したものの、成田空港経由で2014年現在も運行している。2015年10月同社は2018年にニューヨーク・ロサンゼルス直行便を復活させると発表。世界最長路線となる同便には、超長距離型機となるA350-900ULR型7機を使用する予定。

## 就航都市
|  | 拠点空港 |
|  | 就航予定 |
|  | 廃止路線 |
|  | 季節運航 |

この一覧は未完成です。加筆、訂正して下さる協力者を求めています。